# Ґаєво (Сьремський повіт)
Ґаєво (пол. Gajewo) — село в Польщі, у гміні Дольськ Сьремського повіту Великопольського воєводства.
У 1975-1998 роках село належало до Познанського воєводства.